# Castillo de Santueri
El castillo de Santueri es una fortificación situada en una de las cima de la Sierra de Levante de Mallorca, en el municipio español de Felanich, con una altitud de 408 metros.

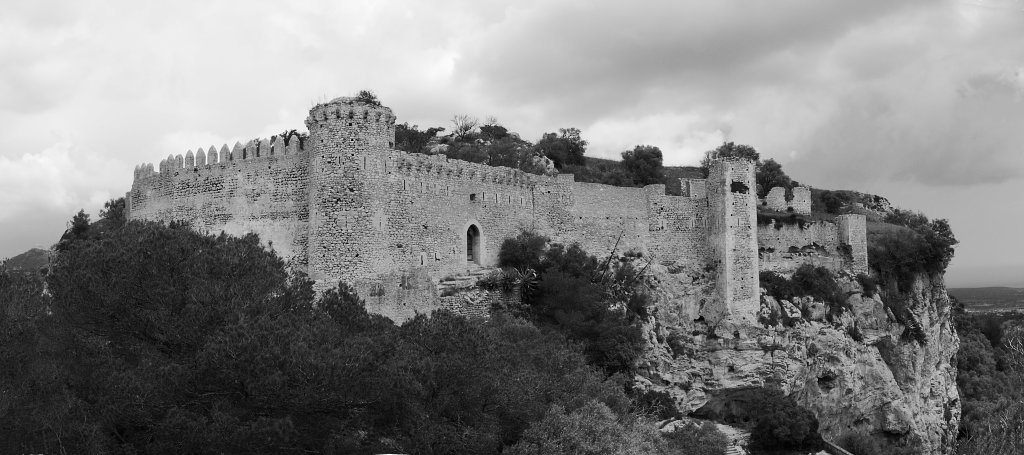
Castillo de Santueri, Mallorca.

El castillo se reconstruyó sobre las ruinas de una fortificación árabe del siglo XIV, las cuales estaban sobre restos bizantinos, probablemente sobre un asentamiento militar romano.
Es un castillo roquero porque se sitúa en la cima de una montaña y aprovecha la orografía para hacerse inexpugnable. Las murallas cierran el perímetro de la cima allí por donde ésta es accesible. El castillo se forma por la combinación de rocas, acantilados y murallas delimitando un recinto sobre la montaña.
Su cometido era vigilar la costa Sureste de Mallorca. Desde él se divisa perfectamente el mar. Otros castillos en Mallorca del mismo tipo son: el castillo del Rey al norte y el castillo de Alaró al noroeste.
Estos castillos roqueros quedaron obsoletos con la aparición y desarrollo de la artillería. Al estar sobre cimas, eran un blanco fácil y la artillería defensiva no era útil ya que disparar y acertar desde la altura era difícil. Esta es una de las razones por la que los castillos empezaron a desplazarse hacia las llanuras, para permitir un tiro raso de artillería que barriera los enemigos.